# Crash Landing on You

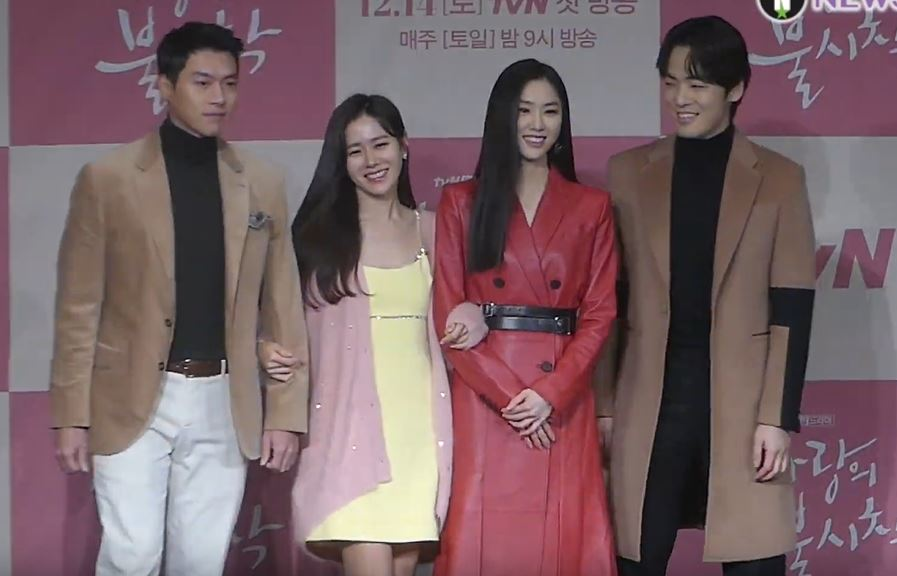
239 × 342px

Crash Landing on You este un serial sud-coreean din anul 2019, regizat de Lee Jeong-hyo. Din distribuție fac parte actorii Hyun Bin, Son Ye-jin, Kim Jung-hyun și Seo Ji-hye. 
Serialul este despre o moștenitoare din Coreea de Sud, care în timp ce se dadea cu parapanta în Seul, este surprinsă de o furtună și se prăbușește în partea nord-coreeană a Zonei Demilitarizate, unde este găsită de un căpitan al Armatei Populare Coreene. 
A fost produs cu un buget de 20 milioane USD, iar filmările au avut loc în Coreea de Sud, Elveția și Mongolia.  El reprezintă a doua colaborare dintre actorii Hyun Bin și Son Ye-jin, cei doi apărând în trecut în filmul The Negotiation.
Cu ultimul episod înregistrând un rating de 21,683% și 6,337 milioane de telespectatori, Crash Landing on You a devenit al treilea cel mai vizionat serial în istoria televiziunii prin cablu după The World of the Married și SKY Castle. După numărul de telespectatori, el ocupă locul doi. În prezent, serialul deține recordul de vizionare pentru postul tvN.

## Rezumat
Yoon Se-ri este o moștenitoare sud-coreeană. Pentru că frații ei mai mari se simțeau amenințați de existența sa, iar mama ei vitregă o displăcea imens, ea a părăsit familia și și-a fondat propria companie de modă și frumusețe: Se-ri's Choice.
Tatăl lui Se-ri este eliberat din închisoare și nu mai poate conduce Queen's Group, iar deoarece niciunul dintre fiii săi nu este competent în afaceri, el dorește ca Se-ri să devină noul CEO. Înainte de a prelua postul, ea decide să aibă grijă de un ultim angajament, pentru a-și promova îmbrăcămintea sportivă.
Din păcate, o furtună are loc în timpul evenimentului de promovare, iar Se-ri ajunge in partea nord coreeană a Zonei Demilitarizate, unde este gasită de căpitanul Ri Jeong-hyeok, care decide să o ajute să se întoarcă acasă, după ce Se-ri amenințată că îi va raporta pe el și echipa sa, pentru că nu au reușit să o captureze.
În acest timp, fratele mijlociu și cumnata lui Se-ri, Se-hyung și Sang-ah, conspiră pentru a prelua conducerea Queen's Group și a companiei lui Se-ri. După ce Se-hyung își dă seama că sora lui încă trăiește, el încearcă să o împiedice să revină acasă.
Încercările lui Jeong-hyeok de a o trimite pe Se-ri acasă atrag atenția ofițerului de informații Cho Cheol-gang, iar logodnica lui Jeong-hyeok, Seo Dan, care se întoarce acasă după 10 ani de studii muzicale în Rusia, descoperă totul și raportează problema tatălui lui Jeong-hyeok, Directorul Ri, care o răpește pe Se-ri pentru a înțelege mai bine situația.
În final, Jeong-hyeok reușește să o escorteze în secret pe Se-ri pe o potecă care duce către Coreea de Sud. Cei doi se îmbrățișează pentru ultima oară și Se-ri ajunge acasă în cele din urmă.
Întoarcerea sa pune capăt încercării lui Sang-ah de a fuziona Seri's Choice și Queen's Group. În timp ce părinții lui Se-ri sunt fericiți că fiica lor trăiește, fratele vitreg continuă să conspire împotriva ei.
În acest timp, Jeong-hyeok găsește dovezi ale crimelor lui Cheol-gang și a faptului că el i-a ucis fratele. Acesta este găsit vinovat și trimis la închisoare, dar este salvat de oamenii săi și merge la Seul, unde se aliază cu Se-hyung pentru a o distruge Se-ri și a se răzbuna pe Jeong-hyeok.
Temându-se pentru siguranța lui Se-ri, Jeong-hyeok se infiltrează în Seul și îi dezvăluie acesteia intențiile lui Cheol-gang. Îngrijorat de dispariția fiului său, Directorul Ri îi trimite pe soldații lui Jeong-hyeok să-l aducă înapoi acasă.
Se-ri este rănită critic într-o confruntare dintre Cheol-gang și Jeong-hyeok, dar supraviețuiește. Când tatăl lui Se-ri află despre răutățile lui Se-hyung și Sang-ah, el îi dă afară din familie. Se-hyung dă vina pe soția sa pentru situația lor și decide să informeze Serviciul Național de Informații despre activitățile din Coreea de Nord ale surorii sale.
Cheol-gang este ucis de SNI, dar Jeong-hyeok și subalternii lui sunt arestați. Căpitanul Ri își asumă întreaga responsabilitate și minte autoritățile că a manipulat-o pe Se-ri. Acest lucru i-ar absolvi pe Se-ri și compania sa de toate infracțiunile. Cu toate acestea, SNI nu găsește niciun comportament incriminator și chiar le oferă amnistie pentru a se stabili la Seul, dar Jeong-hyeok și oamenii săi refuză și decid să se întoarcă acasă. Ambele guverne sunt de acord cu un schimb liniștit de prizonieri și Se-ri este exonerată de orice crimă.
Trei ani mai târziu, Se-hyung rămâne în închisoare și cere divorțul. Se-ri continuă să gestioneze Se-ri’s Choice, în timp ce fratele său cel mai mare, Se-jun, este președintele consiliului de directori al Queen's Group, iar compania este condusă de un profesionist. Seo Dan decide să nu se căsătorească și să-și continue cariera muzicală.
Se-ri fondează un program de burse muzicale care ajută copiii defavorizați să învețe în Elveția. În fiecare an, își ia o vacanță de două săptămâni în Elveția pentru a observa progresul bursei sale, dar și pentru a petrece acel timp cu Jeong-hyeok. Povestea se încheie cu cei doi, fiind ferciți în Elveția.

## Distribuție

### Personaje principale
- Hyun Bin – Ri Jeong-hyeok
- Son Ye-jin – Yoon Se-ri
- Kim Jung-hyun – Gu Seung-jun/Alberto Gu
- Seo Ji-hye – Seo Dan

### Personaje secundare

#### Din jurul lui Ri Jeong-hyeok
- Jun Gook-hwan – Ri Chung-ryeol
- Jung Ae-ri – Kim Yun-hui
- Ha Seok-jin – Ri Mu-hyeok
- Yang Kyung-won – Pyo Chi-su
- Lee Shin-young – Park Kwang-beom
- Yoo Su-bin – Kim Ju-meok
- Tang Joon-sang – Geum Eun-dong

#### Din jurul lui Yoon Se-ri
- Nam Kyung-eup – Yoon Jeung-pyeong
- Bang Eun-jin – Han Jeong-yeon
- Choi Dae-hoon – Yoon Se-jun
- Hwang Woo-seul-hye – Do Hye-ji
- Park Hyung-soo – Yoon Se-hyung
- Yoon Ji-min – Go Sang-ah
- Go Kyu-pil – Hong Chang-sik
- Lim Chul-soo – Park Su-chan

#### Din jurul lui Seo Dan
- Jang Hye-jin – Ko Myeong-eun
- Park Myung-hoon – Ko Myeong-seok

#### Din jurul lui Gu Seung-jun
- Hong Woo-jin – Cheon Su-bok
- Yoon Sang-hoon – Manager Oh